# Champcevinel

Champcevinel este o comună în departamentul Dordogne din sud-vestul Franței. În 2009, populația era de 2.554 de locuitori.

## Evoluția populației
| An        | 1975  | 1982  | 1990  | 1999  | 2006  | 2009  |
| --------- | ----- | ----- | ----- | ----- | ----- | ----- |
| Populație | 1.359 | 1.697 | 2.208 | 2.335 | 2.467 | 2.554 |